# OpNet
OpNet S.p.A. (anciennement Linkem S.p.A.) est une société de télécommunications italienne spécialisée dans la connexion haut débit sans fil (HiperLAN, WiMAX et Wi-Fi).
La société dispose d'un réseau de filiales en propriété exclusive avec 1 200 antennes (BTS) situées dans toute l'Italie, fournissant une connectivité Internet aux zones environnantes. Le réseau Linkem est une alternative aux réseaux de télécommunications traditionnels, permettant la transmission de signaux dans les zones dépourvues de connectivité cellulaire.
L'entreprise a été le premier fournisseur de services Internet sans fil d'Italie, desservant environ 2 000 municipalités couvrant 40 % du territoire italien.

## Histoire

Linkem logo (2016-2022)

La société a été fondée en 2001 sous le nom de Megabeam Italia par Davide Rota et un groupe de dirigeants soutenus par Angel Ventures Serviços de Consultoria de Gianfilippo Cuneo.
En 2003, Telecom Italia a manifesté son intérêt pour l'acquisition de Megabeam pour 11,5 millions d'euros, mais les autorités antitrust italiennes ont exigé des conditions que l'entreprise n'a pas acceptées. Plus précisément, Telecom Italia aurait dû séparer le Wi-Fi de tous les autres services, abandonner toutes les licences exclusives détenues par elle-même ainsi que celles détenues par Linkem, et accorder à ses concurrents un accès en itinérance au réseau, mettant fin aux prix discriminatoires.
En 2003, la société a changé de nom pour devenir Linkem.
En 2008, A.F.T. (société mère de Linkem) a remporté l'appel d'offres pour l'attribution des bandes de fréquences WiMAX 3,4-3,6 GHz, dans 13 régions italiennes avec son offre de 34 420 000 euros. Avec son service WiMAX, Linkem atteint plus de 80 % de la population italienne - devenant ainsi le premier opérateur italien à lancer un service voix et haut débit basé sur le WiMAX.
En 2010, Telecom Italia a développé un accord avec Linkem pour la location de ses réseaux WiMAX, offrant du WiMAX gratuit dans les régions où Linkem possède son propre réseau.[réf. nécessaire]
L'année 2015 a marqué l'activation de la couverture LTE sur les fréquences 3,5 GHz (fréquences propriétaires de Linkem) avec une campagne de remplacement des antennes WiMAX extérieures.
Le 30 décembre 2021, Tiscali et Linkem ont approuvé le projet de fusion par incorporation de Linkem Retail. Le 27 avril 2022, les assemblées générales des actionnaires de Tiscali et Linkem ont approuvé la fusion entre les deux sociétés.
Le 1er août 2022, les deux sociétés ont finalisé le processus de fusion : Tiscali a intégré Linkem Retail, tandis que Linkem est devenue l'actionnaire majoritaire de Tiscali (58,60 %),,.
En septembre 2022, la société a de nouveau changé de nom pour devenir OpNet, décidant de se concentrer sur le marché de gros, tandis que la marque Linkem reste toujours active sous le contrôle de Tiscali.
Après l'avoir annoncé en octobre 2022, le 19 janvier 2023, le nom de la société mère est devenu Tessellis, qui continue d'opérer avec les deux marques Tiscali et Linkem.
Le 2 février 2024, Wind Tre a signé un accord pour l'acquisition des actifs, y compris l'infrastructure réseau, d'OpNet, qui sera acquis à 100 % par Wind Tre avec toutes les autres filiales, à l'exception de Tessellis. La transaction a été finalisée le 1er août.